# Danza Antiqua
Belgisch dansgezelschap Danza Antiqua werd in 1988 opgericht door Jeanne Brabants en was verbonden aan de vzw Jeugd en Dans. Het gezelschap telde een tiental dansers waarvan de meesten solisten waren bij het Koninklijk Ballet van Vlaanderen.
Danza Antiqua specialiseerde zich in het opvoeren van historische dans en reconstrueerde oude dansen uit de renaissance-en barokperiode. Jeanne Brabants nam de algemene leiding op zich en Lieven Baert verrichtte opzoekingswerk in manuscripten en handboeken. Samen creëerden zij de choreografieën Engelse Suite, Italiaanse Suite, Amor, Amor-Spaanse Suite en Dansen met de Feeks. Het repertoire werd opgevoerd in historische gebouwen, kastelen en musea onder live-muziekbegeleiding.
Het dansgezelschap was actief tot 1994 en was genoodzaakt zijn werking te staken wegens een gebrek aan financiële ondersteuning.